# 유흠 (율양후)
유흠(劉欽, ? ~ ?)은 전한 후기의 제후로, 양경왕의 아들이다.

## 생애
건소 원년(기원전 38년), 율양후(溧陽侯)에 봉해졌고, 사후 아들 유필이 작위를 이었다.

## 출전
- 반고, 《한서》 권15하 왕자후표 下

| 선대 (첫 봉건) | 전한의 율양후 기원전 38년 정월 ~ ? | 후대 유필 |